# Jan Bejsovec
Jan Bejšovec (* 30. Juni 1975 in Freiberg) ist ein deutscher Textilkünstler.

## Leben
Bejšovec wuchs in der DDR auf. Nach 1997 arbeitete er laut eigener Aussagen als Journalist in Ankara, von 2001 bis 2007 in München in der Unternehmenskommunikation. Er lebt seit 2007 in Berlin.
Seit 2021 ist er Kurator des Museums im Schloss Liebenberg.

## Künstlerisches Werk

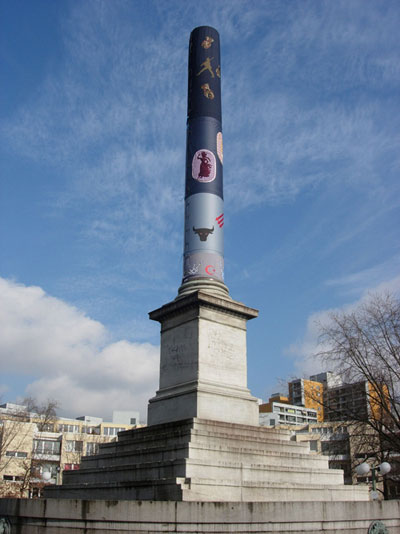
Temporäre textile Installation „Friedenssäule“, 2009

Unter dem Label „Konfliktstoff“ setzt sich Bejšovec mit politischen und sozialen Themen auseinander. Unter anderem verwendet er militärisch genutzte Textilien wie Planen, Effekten und Uniformteile. Neben der politischen Aussage der Werke ist ihm dabei der Verweis auf die lange Tradition von textilem Kunsthandwerk im herrschaftlich-propagandistischen und militärischen Bereich wichtig.
Daneben versucht der Künstler im öffentlichen Raum durch textile Installationen Aufmerksamkeit auf geschichtlich interessante und relevante Orte zu lenken. Bejšovec verbindet darüber hinaus traditionelle Handarbeitstechniken mit dem Einsatz des Computers sowie alte Motive mit den Einflüssen von Street-Art bzw. Stencil-Art.
2014 wurde Bejšovec vom Bundesvorsitzenden der Union der Opferverbände Kommunistischer Gewaltherrschaft Rainer Wagner wegen Volksverhetzung angezeigt. Grund war das Werk „Totaler Theoretiker“, das den Direktor der Gedenkstätte Berlin-Hohenschönhausen, Hubertus Knabe, mit einer zum Hitlergruß gereckten und einer erhobenen geballten „Arbeiterfaust“ zeigt. Bejsovec erklärte, er greife damit Hubertus Knabe nicht persönlich an, sondern die von ihm vertretene Totalitarismustheorie. Die Staatsanwaltschaft Berlin wies die Strafanzeige mit Verweis auf die besonders geschützte Freiheit der Kunst ab.

## Ausstellungen (Auswahl)
- 2017: Hyvinkää, Gruppenausstellung „Kolonie Wedding - Zeitgenössische Kunst aus Berlin“, Hyvinkää Art Museum
- 2016: Berlin, Premiere des Dokumentarfilms „Die vergessene Armee“ von Signe Astrup
- 2016: Maribor, Gruppenausstellung „MUS 2016 ART METROPOLIS“
- 2016: Ljubljana, Einzelausstellung „The Other Self -a textile perspective on exploring identity and belonging“ in der Galerija Alkatraz
- 2016: Kranj, Zweiteilige Einzelausstellung „Cause for conflict“ im Artillerieturm Škrlovec (Layer Haus)
- 2015: Chemnitz, Gruppenausstellung „ausgezeichnet! most excellent!“ Wasserschloss Klaffenbach
- 2015: Halle, Gruppenausstellung „Kunstverortung - Liebe deine Heimatstadt“ Galerie temporaire
- 2015: Ljubljana, Einzelausstellung „Stadt der Fahnen“ in Nocna izložba Pešak
- 2015: Ljubljana, Writer-in-residence in der Galerija Alkatraz
- 2014: Berlin, Einzelausstellung „metabole“ Galerie LÄKEMÄKER[1]
- 2014: Berlin, Gruppenausstellung „Krieg und Reaktion“ im Organ kritischer Kunst (OKK)
- 2014: Born a. Darß, Gruppenausstellung „Künstler der Galerie“ im Kunstraum Darß
- 2014: Berlin, Einzelausstellung „Beim Barte des Propheten“
- 2013: Berlin, Einzelausstellung „Menschen/Rechte“ im OKK[6]
- 2013: Chemnitz, Gruppenausstellung „2+2 / Phönix Chemnitz – Eine Ausstellung zum Friedenstag“
- 2012: Berlin, Gruppenausstellung „Kaffee Konstantin“ in der Michaela Helfrich Galerie
- 2012: Dresden, Gruppenausstellung „Bilderstreit – Panzer und Positionen zeitgenössischer Kunst“ im Militärhistorischen Museum der Bundeswehr
- 2011: Berlin, Einzelausstellung „Konfliktstoff Deutschland“ im ARD-Hauptstadtstudio
- 2010: Berlin, Einzelausstellung „Textilkunst aus Konfliktstoff“ in der Nikodemuskirche